# Kleinhennersdorfer Stein
Der Kleinhennersdorfer Stein ist ein 392,1 m ü. NHN hoher Tafelberg in der linkselbischen Sächsischen Schweiz in Sachsen. Er bildete einst mit dem benachbarten Gohrisch und dem Papststein eine zusammenhängende Sandsteinplatte.

## Lage und Umgebung
Der Kleinhennersdorfer Stein befindet sich etwa vier Kilometer südöstlich von Königstein und etwa zwei Kilometer südlich von Bad Schandau inmitten einer Hochebene (Ebenheit), die noch durch weitere gleichartige Felsberge dominiert wird. Umliegende Berge sind der Gohrisch, der Papststein und die Laasensteine. Touristisch wird diese Mikroregion in der Sächsischen Schweiz oft auch als das Gebiet der Steine benannt. Am Fuß des Kleinhennersdorfer Steins liegen die kleinen Orte Kleinhennersdorf und Papstdorf, welche zur Gemeinde Gohrisch gehören. An der Südseite – nahe am Sattel zum benachbarten Papststein – befinden sich drei recht bekannte Höhlen der Sächsischen Schweiz, die Lichterhöhle, die Eishöhle und die Hampelhöhle.

## Geschichte
1461 wird der Kleinhennersdorfer Stein erstmals urkundlich als Heynersdorfer Stein erwähnt. Am Fuß des Nordabsturzes führte im 16. Jahrhundert der von Kleinhennersdorf nach Königstein verlaufende Kirchsteig entlang.

### Sandgewinnung
An der Südseite des Felsmassives befindet sich die heute etwa 20 Meter lange und 15 Meter breite Lichterhöhle, eine Schichtfugenhöhle. Ihre heutige Ausdehnung erhielt die Höhle, als um 1870 der Königsteiner Einwohner Friedrich Herrmann Hempel mit dem gewerbsmäßigen Abbau von Sandstein begann, welcher zerkleinert und gemahlen als Scheuersand an Gasthäuser und Seifenfabriken verkauft wurde. Die beiden Einsturzhöhlen an der Südseite wurden durch den Abbau erheblich vergrößert, sodass die Gewinnung dort später behördlich verboten wurde. Am 17. Dezember 1918 verlor Hempel durch den Einsturz eines Felsens im Vorgelände sein Leben.

## Geologie
Die Sandsteine des Kleinhennersdorfer Steins gehören der Stufen c und d an, welche in der geologischen Zeitskala in den Oberen Turon der Kreide eingeordnet werden. In neueren Publikationen werden diese auch als Schrammsteinschichten bezeichnet. Typisch für diesen Sandstein ist eine Verwitterung zu Waben und Sanduhren.
Zwischen den Sandsteinstufen c und d befindet sich in einer Höhe von ca. 350 m (im Norden des Kleinhennersdorfer Steins) bzw. 365 m (im Süden des Kleinhennersdorfer Steins) eine mit γ3 bezeichnete Zwischenschicht aus tonig-schluffigen Sedimenten, die wasserstauend wirkt und dadurch leicht zur Verwitterung und Höhlenbildung Anlass gibt. Innerhalb dieses Horizontes haben sich fünf Höhlen am Kleinhennersdorfer Stein (darunter „Lichterhöhle“, „Eishöhle“, „Hampelhöhle“) ausgebildet.

## Aussicht
Das stark zergliederte und bewaldete Gipfelplateau bietet Aussichten in verschiedene Richtungen. Auf der Nordseite befinden sich 3 Aussichtspunkte mit Blicken über die Tafelberge der linkselbischen Sächsischen Schweiz bis zu den Felsen des Basteigebietes sowie über das Elbtal hinweg auf die Brand- und Ochelwände. An der Südostseite bieten sich Aussichten über den Kohlbornstein und die Laasensteine bis zum böhmischen Rosenberg sowie zu den Schrammsteinen und zum Großen Winterberg.
Auch von der Ebenheit am Südostfuß des Berges besteht ein weiter Blick in Richtung Westen auf Falkenstein, Hohe Liebe, Schrammsteine, Großen Winterberg, Kohlbornstein und Hinterer Laasenstein.

## Wege zum Gipfel
Ausgangspunkt für eine Wanderung ist zumeist das Dorf Kleinhennersdorf. Von hier führt der der markierte „Malerweg“, der Hauptwanderweg der Sächsischen Schweiz, unmittelbar am südöstlichen Fuß des Kleinhennersdorfer Steins vorbei. Vom Malerweg aus zweigen die zwei unmarkierte Aufstiege „Formschlucht“ und „Sandschlüchte“ auf den Gipfel ab. Der Hauptzugang erfolgt direkt von Süden über eine Treppenanlage zu den Höhlen. Von Westen bestehen durch die zwei Felsschluchten „Hölle“ und „Der Kessel“ ebenfalls zwei Zugänge zum Berg.
Der einzig markierte Zugang zum Kleinhennersdorfer Stein bildet die 2018 eingerichtete Trekkingroute „Forststeig“. Der Forststeig überquert dabei den Kleinhennersdorfer Stein von Nord nach Süd, der Zugang von Norden erfolgt durch die Felsschlucht „Hölle“, der Zugang von Süden erfolgt an den Höhlen vorbei.

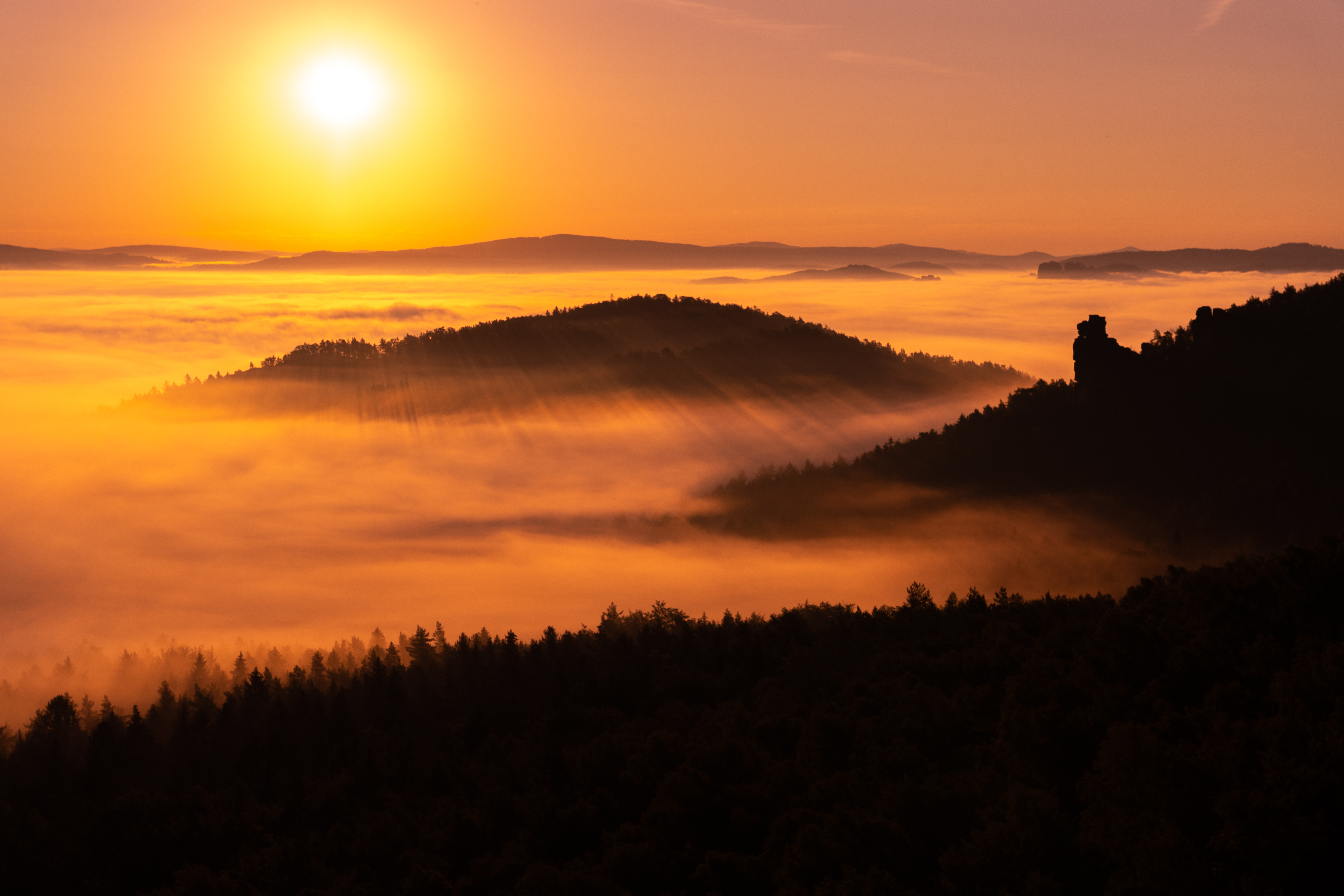
Blick vom Gohrisch zum Kleinhennersdorfer Stein
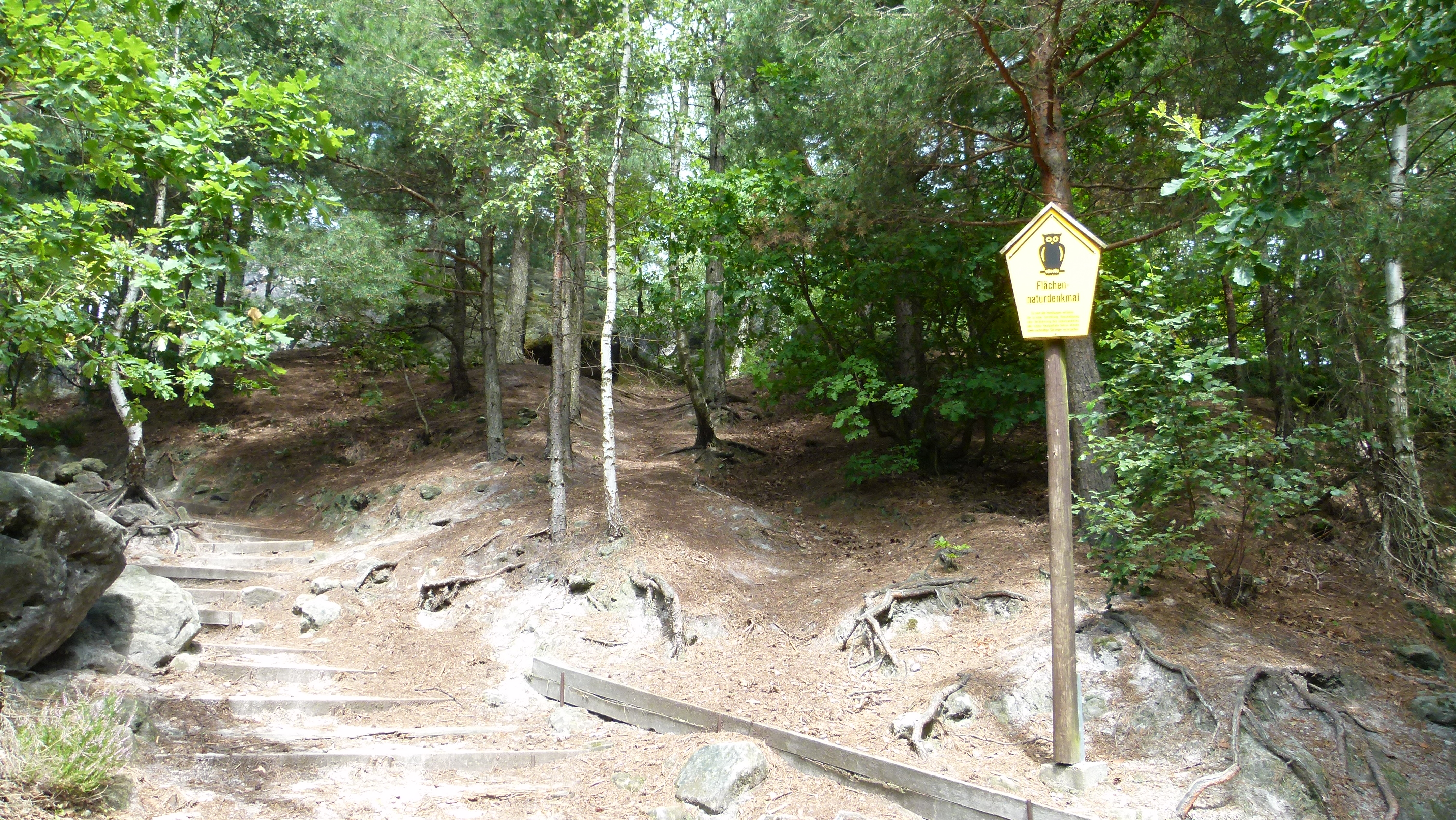
Südöstlicher Zugang
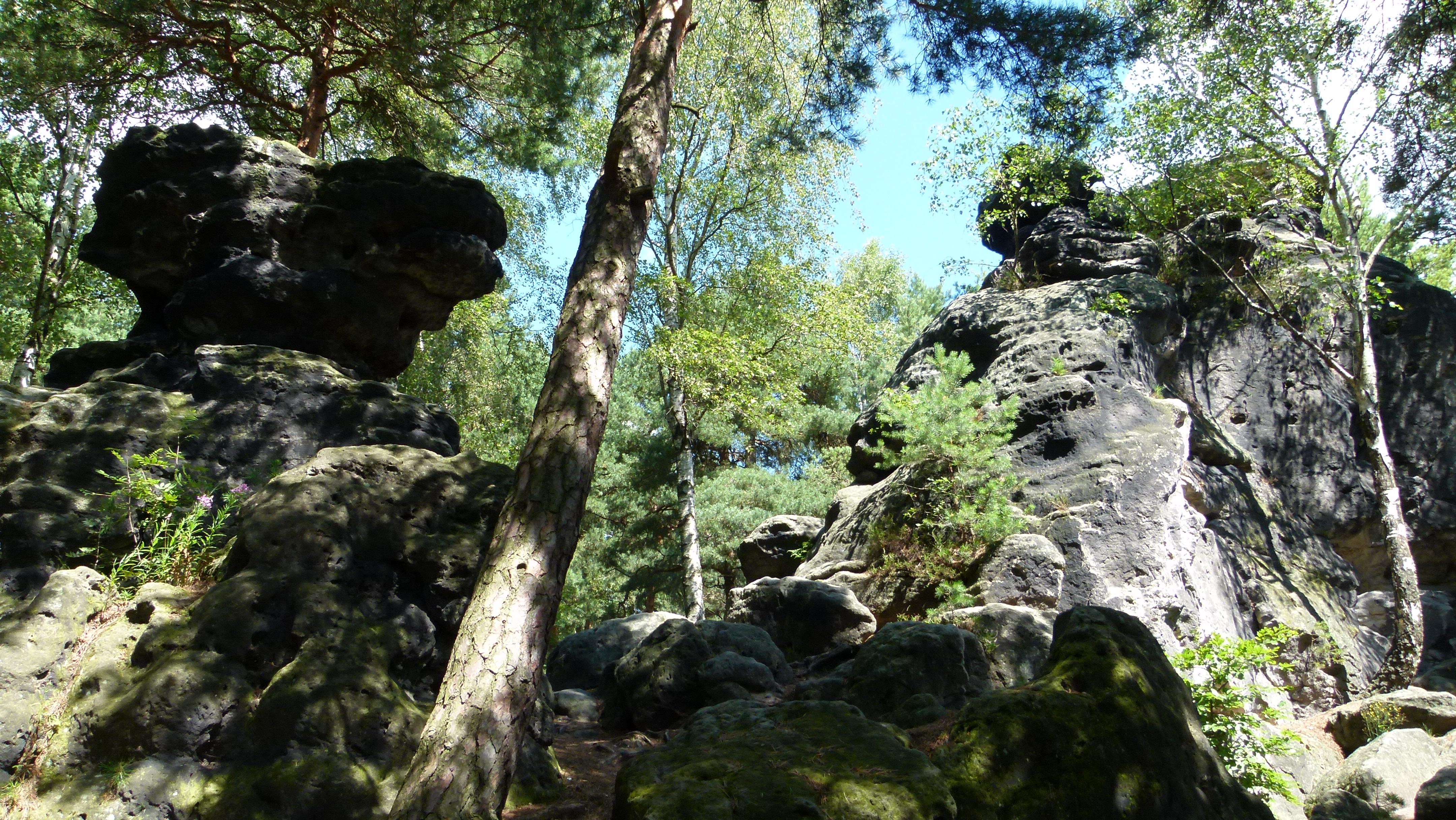
Felsen am Gipfelplateau
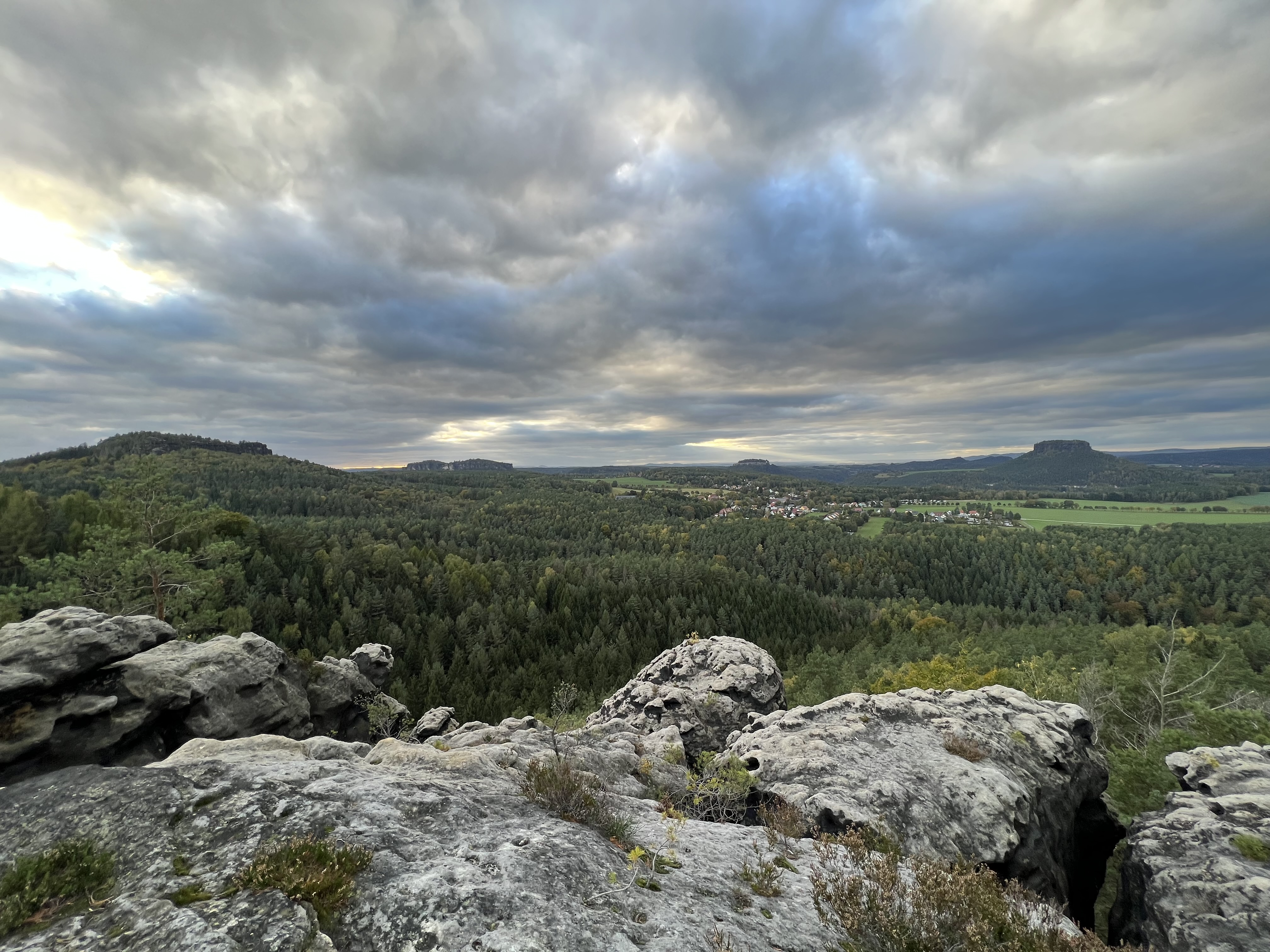
Aussicht vom Kleinhennersdorfer Stein nach Nordwesten
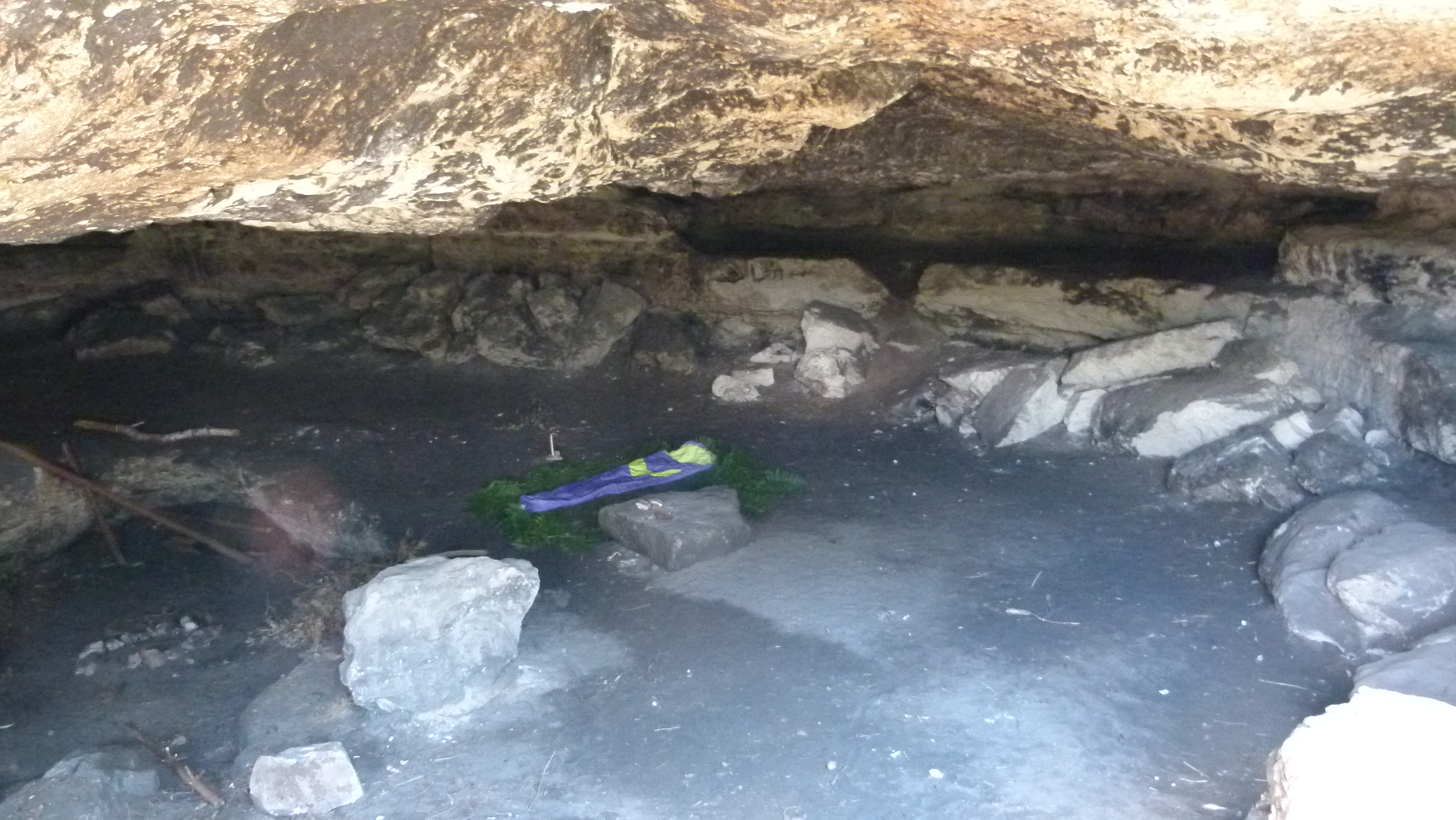
Lichterhöhle
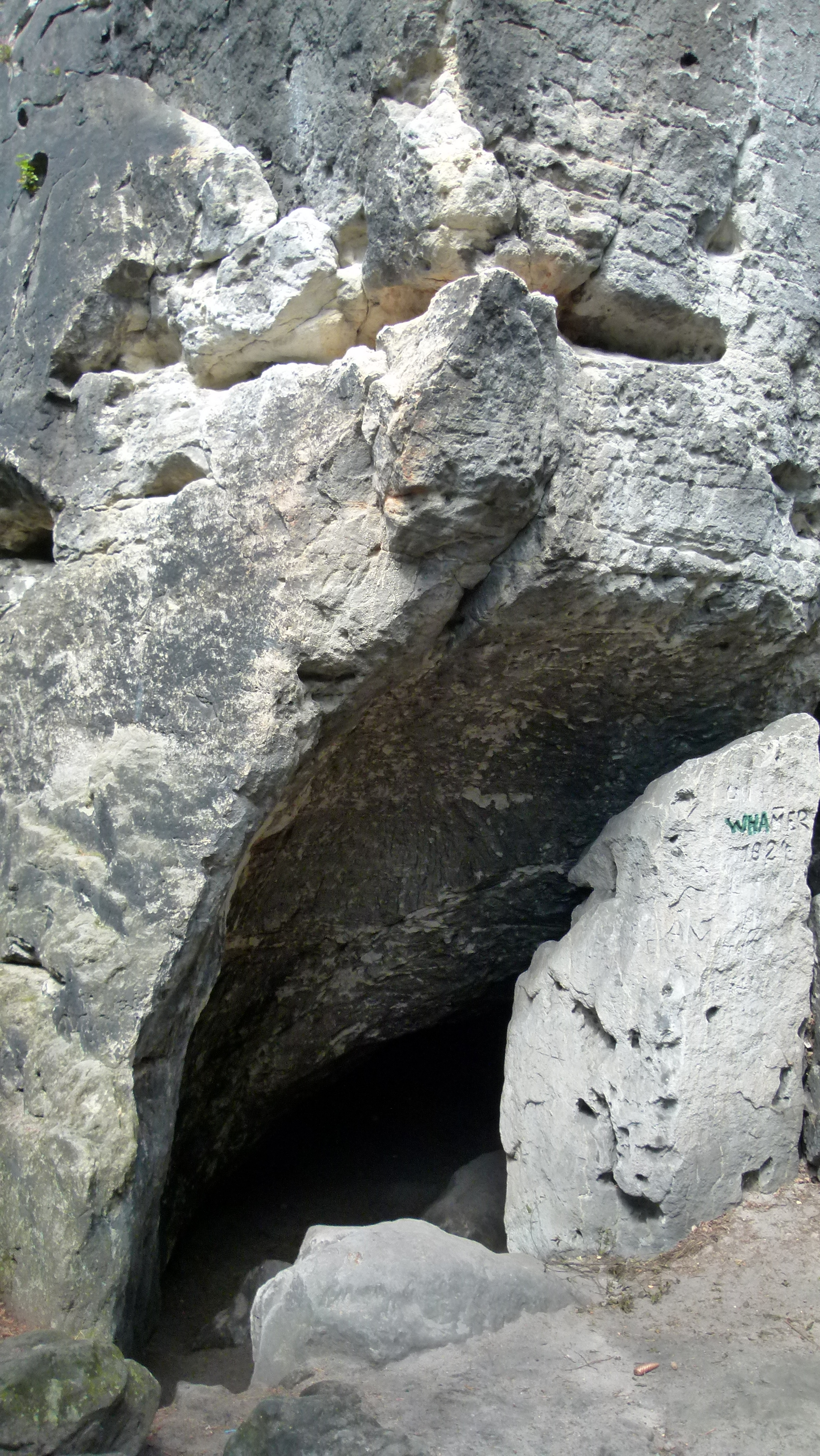
Hampelhöhle
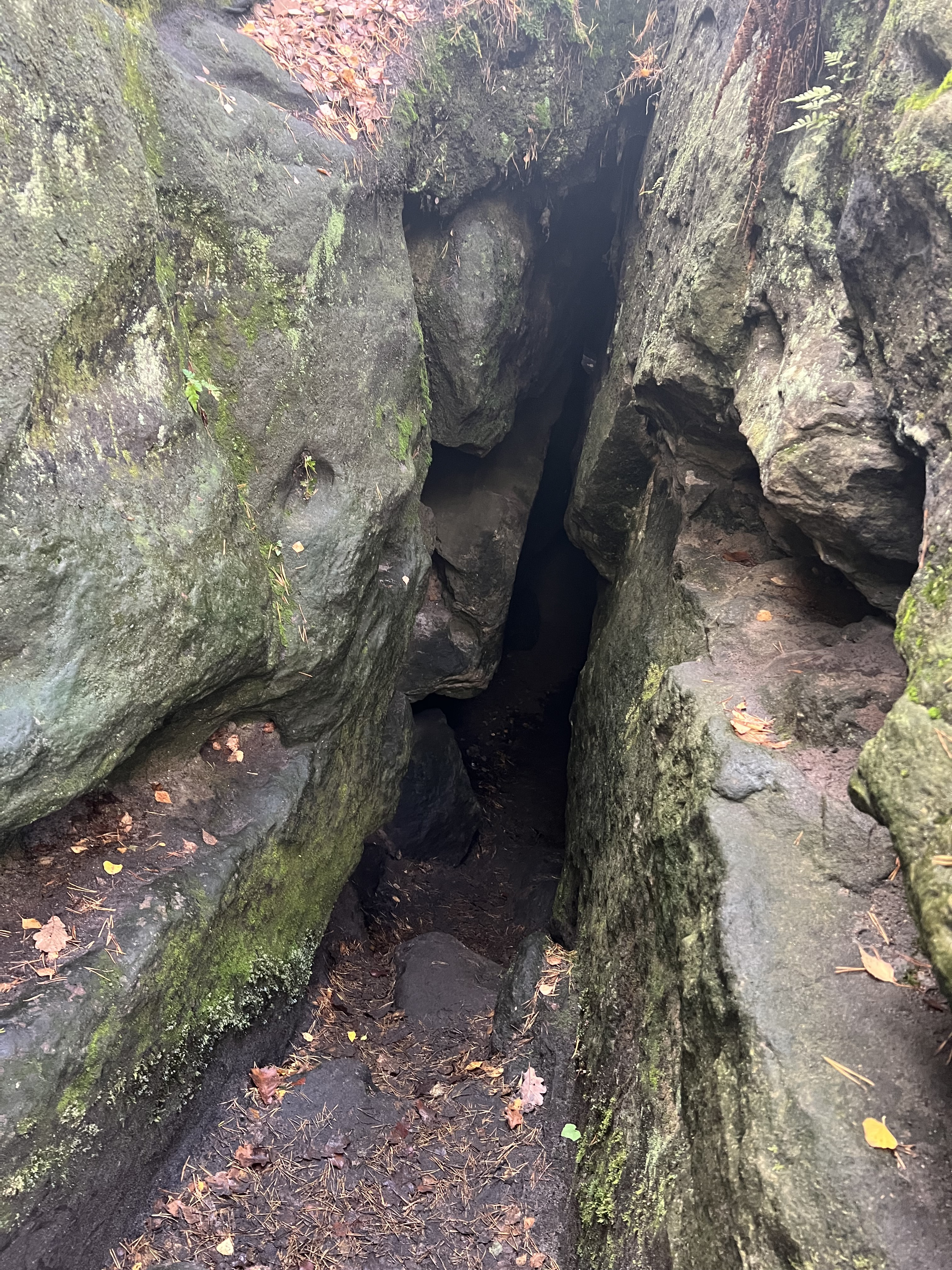
Eishöhle

## Naturschutz
Das Gipfelplateau des Kleinhennersdorfer Steins ist auf einer Fläche von ca. 14 Hektar seit 1979 als Flächennaturdenkmal geschützt. Schutzwürdig sind insbesondere die an der Westflanke charakteristischen Verwitterungsformen des Sandsteins sowie der natürliche Riff-Kiefernwald mit eingestreuten Laubwaldbereichen, die von Buchen dominiert werden. Der Berg liegt zudem im Landschaftsschutzgebiet Sächsische Schweiz.

## Klettern
Anders als die westlich benachbarten Tafelberge Papststein und Gohrisch bietet der Kleinhennersdorfer Stein nur wenige Klettermöglichkeiten. Einziger zugelassener Klettergipfel ist der auf seiner Nordwestseite liegende Räuberhöhlenturm, der nach den Maßstäben des Klettergebiets aufgrund seiner geringen Höhe von lediglich 12 Metern als Quacke eingestuft wird. Insgesamt weist der Räuberhöhlenturm 15 Kletterrouten mit Schwierigkeitsgraden von II bis VIIIc nach der Sächsischen Schwierigkeitsskala auf.